# St. Helena (Califòrnia)
St. Helena és una població dels Estats Units a l'estat de Califòrnia. Segons el cens del 2000 tenia 5.950 habitants.

## Demografia
Segons el cens del 2000, St. Helena tenia 5.950 habitants, 2.380 habitatges, i 1.482 famílies. La densitat de població era de 487,8 habitants/km².
Dels 2.380 habitatges en un 30,3% hi vivien nens de menys de 18 anys, en un 49,3% hi vivien parelles casades, en un 9,6% dones solteres, i en un 37,7% no eren unitats familiars. En el 31,6% dels habitatges hi vivien persones soles el 15,7% de les quals corresponia a persones de 65 anys o més que vivien soles. El nombre mitjà de persones vivint en cada habitatge era de 2,48 i el nombre mitjà de persones que vivien en cada família era de 3,19.
Per edats la població es repartia de la següent manera: un 25,1% tenia menys de 18 anys, un 6,4% entre 18 i 24, un 26,3% entre 25 i 44, un 24,9% de 45 a 60 i un 17,3% 65 anys o més.
L'edat mediana era de 40 anys. Per cada 100 dones de 18 o més anys hi havia 82 homes.
La renda mediana per habitatge era de 58.902 $ i la renda mediana per família de 68.831 $. Els homes tenien una renda mediana de 43.190 $ mentre que les dones 35.357 $. La renda per capita de la població era de 31.971 $. Entorn del 5,7% de les famílies i el 6,4% de la població estaven per davall del llindar de pobresa.

## Poblacions més properes
El següent diagrama mostra les poblacions més properes.